# Olav Molenaar
Olav Molenaar (Zaanstad, 28 maart 1999) is een Nederlands roeier, die in 2023 in de acht zilver behaalde bij de Wereldkampioenschappen roeien. Ook bij de Olympische Spelen van 2024 in Parijs won hij de zilveren medaille met de acht.

## Levensloop
Olav Molenaar kreeg naar eigen zeggen het roeien van huis uit mee; veel familieleden hadden roeiervaring. Hij is lid of lid geweest van diverse verenigingen: begonnen met roeien bij ZZV in Zaandam toen hij 10 was. Hij maakte op zijn vijftiende de overstap naar Het Spaarne waar hij ging wedstrijdroeien. Op zijn achttiende werd hij zeer kortstondig lid van Okeanos waarna hij lid werd van Skøll.
Molenaar kwam voor het eerst voor Nederland uit in augustus 2015 op de Coupe de la Jeunesse in Szeged, Hongarije. Daarna was hij elk jaar onderdeel van het Nederlandse junioren- en later U23-team tijdens Europese en/of Wereldkampioenschappen.
Juli 2018 wint Olav Molenaar met Lennart van Lierop, Guillaume Krommenhoek en Job Huigsloot, op de Henley Royal Regatta, de Prince of Wales Challenge Cup. In 2019 roeide Molenaar, bij Henly, met de U23 acht van Hollandia een baanrecord in "The Ladies' Challenge Plate".
Ook roeide Molenaar vier jaar lang voor de Amerikaanse universiteit UC Berkeley vlak bij San Francisco.  In USA won Molenaar onder andere in 2019 de IRA National Championships JV en in 2022 de PAC12. In de zomermaanden kwam hij naar Nederland, mede om in beeld te blijven bij de Nederlandse roeibond. Zo roeide hij ook namens Nederland de WK onder 23 jaar, samen met onder meer Guus Mollee en Gert-Jan van Doorn. Na het afronden van zijn studie politieke economie keerde Molenaar terug naar Nederland. In maart 2023 kwam hij samen met Guus Mollee, Gert-Jan van Doorn en Nelson Ritsema terecht in de vier zonder stuurman. Deze nog onervaren ploeg wist twee maanden later in Bled zilver te winnen op de Europese Kampioenschappen.
Op de Wereldkampioenschappen van 2023 in Belgrado nam Molenaar deel in de acht, die net als de editie ervoor als tweede eindigde achter de Britse acht.
Bij de Olympische Spelen van 2024 in Parijs behaalde Molenaar de zilveren medaille in de acht, achter de Britse acht.

## Resultaten

### Olympische Zomerspelen
| Jaar | Plaats | Resultaten | Team |
| ---- | ------ | ---------- | --- |
| 2024 | Parijs | in de acht | Ralf Rienks, Olav Molenaar, Sander de Graaf, Ruben Knab, Gert-Jan van Doorn, Jacob van de Kerkhof, Jan van der Bij, Mick Makker, stuur: Dieuwke Fetter |

### Wereldkampioenschappen
| Jaar | Plaats   | Resultaten | Team |
| ---- | -------- | ---------- | --- |
| 2023 | Belgrado | in de acht | Guus Mollee, Olav Molenaar, Jan van der Bij, Guillaume Krommenhoek, Sander de Graaf, Jacob van de Kerkhof, Gert-Jan van Doorn, Mick Makker, stuur: Dieuwke Fetter |

### Europese kampioenschappen
| Jaar | Plaats  | Resultaten        | Team |
| ---- | ------- | ----------------- | --- |
| 2023 | Bled    | in de vier zonder | Guus Mollee, Nelson Ritsema, Olav Molenaar, Gert-Jan van Doorn                                                                                |
| 2025 | Plovdiv | in de acht        | Leonard van Lierop, Jorn Salverda, Eli Brouwer, Wibout Rustenburg, Guillaume Krommenhoek, Jan van der Bij, Mick Makker, stuur: Jonna de Vries |

### World Cups
| Jaar |       | Plaats | Resultaten | Team |
| ---- | ----- | ------ | ---------- | --- |
| 2024 | WCII  | Lucern | in de acht | Ralf Rienks, Olav Molenaar, Sander de Graaf, Ruben Knab, Gert-Jan van Doorn, Jacob van der Kerkhof, Jan van der Bij, Mick Makker, stuur: Dieuwke Fetter           |
| 2024 | WCI   | Varese | in de acht | Ralf Rienks, Olav Molenaar, Jan van der Bij, Ruben Knab, Sander de Graaf, Jacob van de Kerkhof, Gert-Jan van Doorn, Mick Makker, stuur: Dieuwke Fetter            |
| 2023 | WCIII | Lucern | in de acht | Guus Mollee, Olav Molenaar, Jan van der Bij, Guillaume Krommenhoek, Sander de Graaf, Jacob van de Kerkhof, Gert-Jan van Doorn, Mick Makker, stuur: Dieuwke Fetter |

### WK en EK junioren en U23
| Jaar |    | Plaats             | Resultaten                | Team |
| ---- | -- | ------------------ | ------------------------- | --- |
| 2021 | WK | Racice             | U23 dubbel vier           | Guus Mollee, Olav Molenaar, Noud Scholten, Gert-Jan van Doorn |
| 2020 | EK | Duisburg           | 4e plaats U23 dubbel vier | Wietse Morreau, Olav Molenaar, Wibout Rustenburg, Joris Moerman |
| 2019 | WK | Sarasota-Bradenton | U23 acht                  | Finn Florijn, Daan Vos de Wael, Olav Molenaar, Gert-Jan van Doorn, Wibout Rustenburg, Ties Talsma, Joris Moerman, Theis Hagemeister, stuur: Bjorn Kwee               |
| 2018 | WK | Poznan             | 13e plaats U23 skiff      | |
| 2017 | WK | Trakai             | 6e plaats J18 acht        | Gijs Schwarz, Noud Scholten, Edwin van der Maarel, Thomas den Hertog, Gert-Jan van Doorn, Jasper Joordens, Jelmer Bennema, Olav Molenaar, stuur: Jip Swilders        |
| 2017 | EK | Krefeld            | 5e plaats J18 acht        | Gijs Schwarz, Noud Scholten, Edwin van der Maarel, Thomas den Hertog, Gert-Jan van Doorn, Jasper Jordens, Jelmer Bennema, Olav Molenaar, stuur: Jip Swilders         |
| 2016 | WK | Rotterdam          | 6e plaats J18 acht        | Jan Douwe de Boer, Obbe Durk Tibben, Pieter Kerpestein, Joris Moerman, Gert-Jan van Doorn, Olav Molenaar, Thomas van Olderen, Jorke Kooienga, stuur: Mees van Nierop |
| 2016 | EK | Trakai             | J18 acht                  | Jan Douwe de Boer, Obbe Durk Tibben, Pieter Kerpestein, Joris Moerman, Gert-Jan van Doorn, Olav Molenaar, Thomas van Olderen, Jorke Kooienga, stuur: Mees van Nierop |